# 葡萄牙經濟
葡萄牙经济是歐盟成員國經濟之一部份，雖為發達國家的一員，但其发展水平仅處中下游。 其農業所佔比重較高，工业基础薄弱，人民生活水平较低。1983年葡萄牙外債曾高达136亿美元，通货膨胀率達25％，失业率逾10％，人均国民生产总值在西欧居末位。但自1986年葡加入欧共体后，得到大量撥款，國民收入才有所增加。1986-90年，经济每年平均增长4.7%。不過到1995-96年，经济增长率僅2.2%。 
葡萄牙經濟自 2014 年第三季度以來一直保持穩定，持續擴張，2015 年第二季度的 GDP 年增長率為 1.5%。  經濟增長伴隨著失業率持續下降（2019 年第一季度為 6.3%，而 2014 年底為 13.9%）。 政府預算赤字也從 2010 年佔 GDP 的 11.2% 降至 2018 年的 0.5%。這些比率標誌著 2007-2008 年金融危機對葡萄牙經濟造成的負面趨勢的逆轉

## 农业
葡萄牙可耕地有355万公顷，主要種植小麦、玉米、燕麦、马铃薯。因地處大西洋，漁獲也較多，以沙丁鱼、金枪鱼为主。 

## 工业
葡萄牙工业水平較低，主要以低技術居多，包括纺织、造紙、陶瓷、食品加工、酿酒等等。而當中最大的是软木生产，產量占世界总产量一半。

## 服务业
金融業相對葡萄牙整體經濟並不發達，其服務業主要是旅遊業，葡萄牙旅遊業發展顯著，2017 年佔 GDP 的 17.3%，預計 2018 年將達到 GDP 的 20.5%。2017 年，外國遊客人數增長 12%，達到 1270 萬。 包括國內游客在內，總數約為2100萬人次。

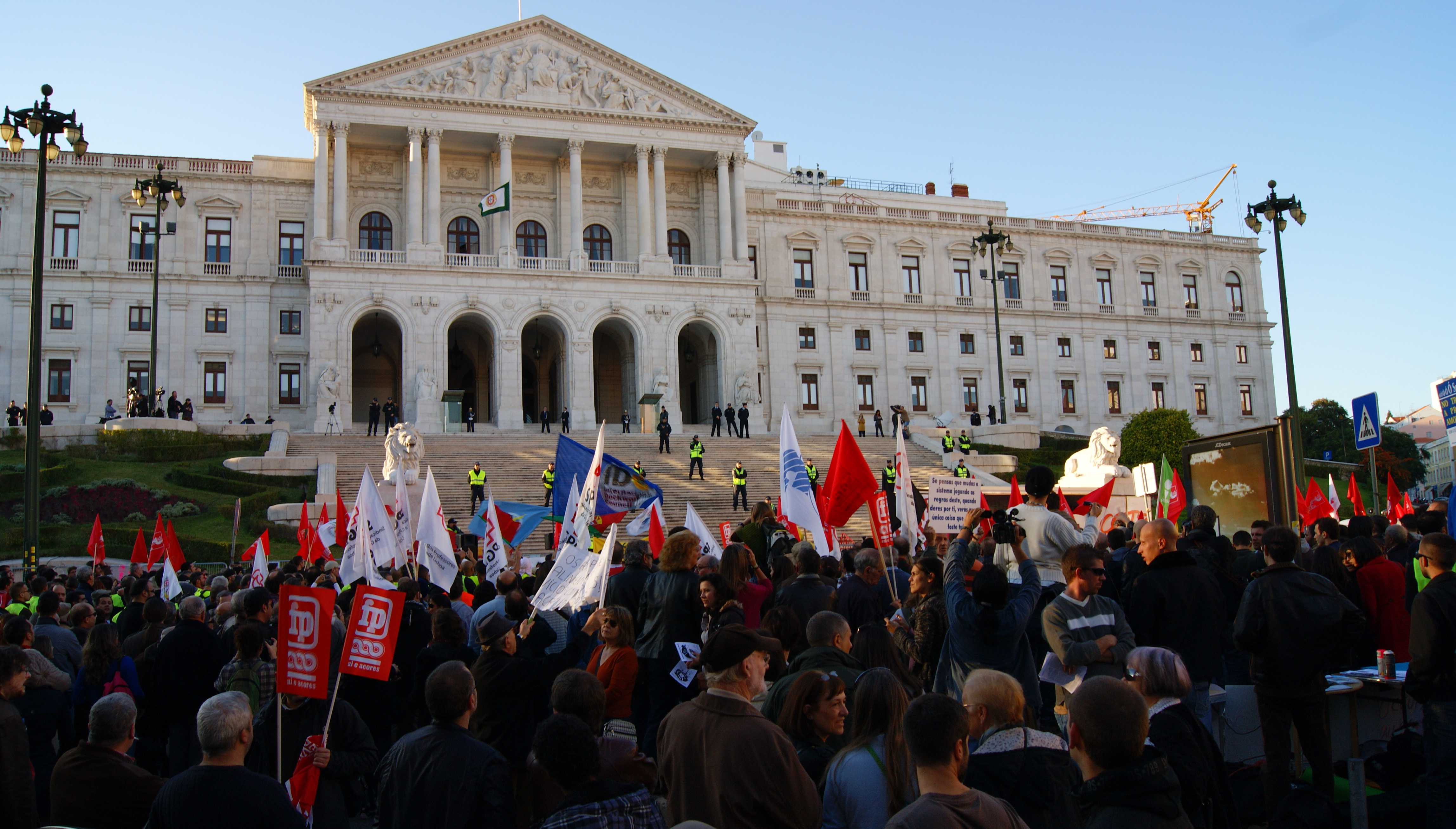
2011年葡國抗議歐債危機的群眾
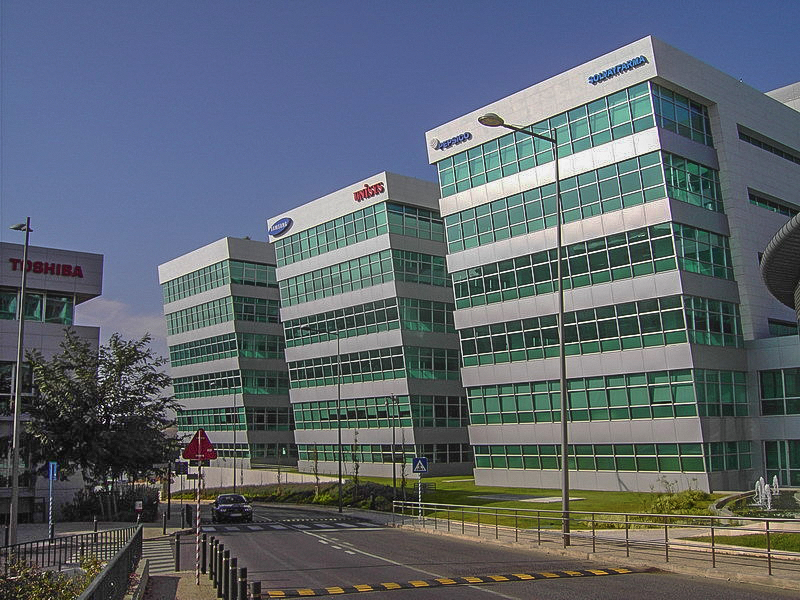
奧埃拉什的企業總部群
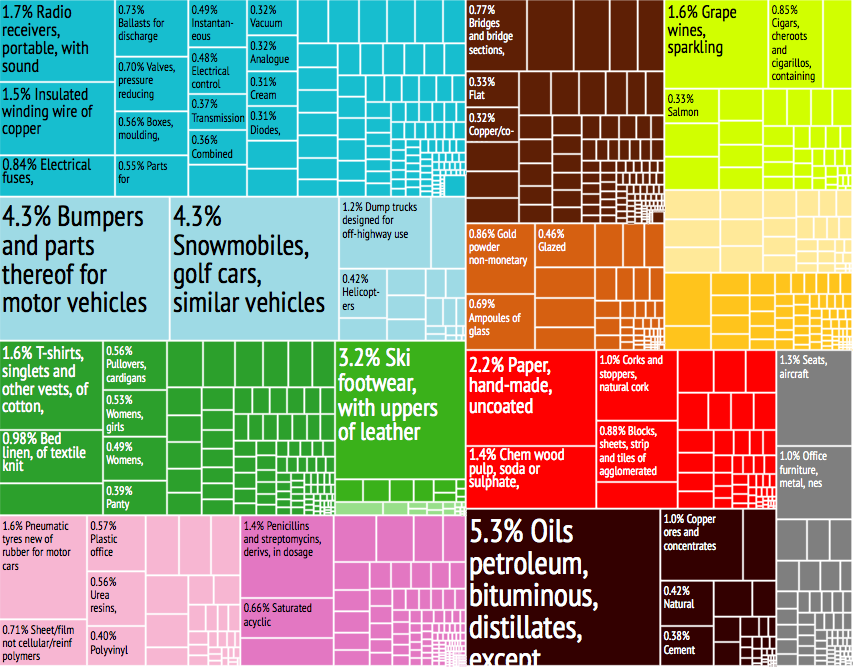
出口品
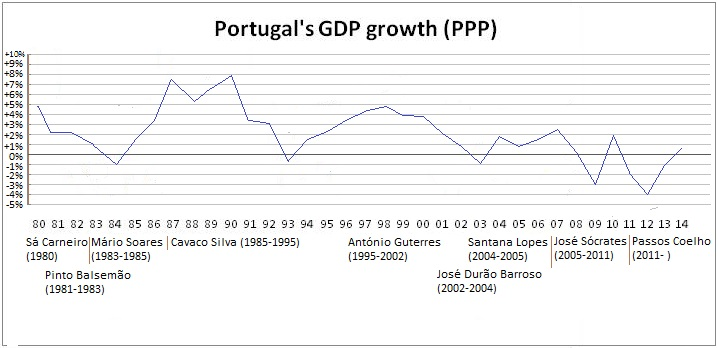
葡萄牙1980年至2014年人均GDP（按購買力平價計算）增長率

## 外部連結
- 葡萄牙經濟概況